# دييغو تشافيز
دييغو تشافيز (بالإسبانية: Diego Chávez)‏ هو لاعب كرة قدم بيروفي، ولد في 7 مارس 1993 في إيكا في بيرو. شارك مع منتخب البيرو تحت 20 سنة لكرة القدم. أما مع النوادي، فقد لعب مع الجامعي دي بيرو.

## وصلات خارجية
- دييغو تشافيز على موقع قاعدة بيانات كرة القدم.إي يو (الإنجليزية)
- دييغو تشافيز على موقع Soccerway.com (الإنجليزية)